# ایستگاه متروی واترلو
ایستگاه متروی واترلو (به انگلیسی: Waterloo tube station) یکی از ایستگاه‌های متروی لندن است که در داخل ایستگاه واترلو که خود مجموعه‌ای از ایستگاه مترو و ایستگاه راه‌آهن قرار دارد.